# William Woodthorpe Tarn
Sir William Woodthorpe Tarn, plus souvent nommé W. W. Tarn, (26 février 1869 à Londres – 7 novembre 1957 à Muirtown en Écosse) est un barrister, historien et écrivain britannique. Il a abondamment rédigé sur l'époque hellénistique, particulièrement sur Alexandre le Grand. 

## Biographie
Il étudie à Eton College, puis au Trinity College. Il étudie ensuite le droit au Inner Temple à la demande de son père, mais est insatisfait de son travail de barrister.
Il est reconnu comme un auteur majeur d'Alexandre le Grand. Il a dépeint Alexandre comme le fondateur de la pensée cosmopolite. Tarn a durablement et profondément influencé le jugement des historiens ultérieurs sur la grandeur d'Alexandre et a avancé qu'Alexandre croyait dans l'unité de l'humanité.

## Œuvres
- Antigonos Gonatas, Oxford : Clarendon Press, 1913.
  - éditions ultérieures :
    - Oxford University Press, 1969, couverture cartonnée.  (ISBN 0-19-814275-7)
    - Chicago : Argonaut, 1969, couverture cartonnée.  (ISBN 0-8244-0142-5)
- (avec J. B. Bury, E. A. Barber et Edwyn Bevan) The Hellenistic Age: Aspects of Hellenistic Civilisation, Cambridge : Cambridge University Press, 1923.
- Hellenistic Civilisation, Londres : Edward Arnold & Co., 1927. (2e édition révisée et augmentée, 1930 ; 3e édition avec G. T. Griffith, 1952.)
  - Traduit en français sous le titre La Civilisation hellénistique, Payot, 1936[6]
- Seleucid-Parthian Studies, Proceedings of the British Academy, XVI, Londres : Humphrey Milford, 1930.
- Hellenistic Military and Naval Developments, Cambridge : Cambridge University Press, 1930. (dernière édition chez Biblo and Tannen, 1998 format poche.  (ISBN 0-8196-0169-1)
- Alexander the Great and the Unity of Mankind, Londres : Humphrey Milford, 1933.
- The Greeks in Bactria & India, Cambridge : Cambridge University Press, 1938. (3e édition révisée chez Ares Publishers, 1997, couverture cartonnée.  (ISBN 0-89005-524-6)
- Alexander the Great, vol. I : Narrative ; vol. II : Sources and Studies, Cambridge : Cambridge University Press, 1948. (nouvelle édition au format poche.  (ISBN 0-521-53137-3)
- (roman) Treasure of the Isle of Mist, Junior Literary Guild et G P Putnam's Sons, 1934.